# بلدة تلمادج (ميشيغان)
تلمادج (بالإنجليزية: Tallmadge Township, Michigan)‏ هي بلدة تقع بولاية ميشيغان في الولايات المتحدة. تبلغ مساحتها 85.5 (كم²)، وترتفع عن سطح البحر 207 م، بلغ عدد سكانها 7575 نسمة في عام تعداد الولايات المتحدة 2010 حسب إحصاء مكتب تعداد الولايات المتحدة .

## وصلات خارجية
- http://www.tallmadge.com/
- The US50 - Cities and Towns in Michigan State
- Michigan Cities and Towns, Facts, Map, Flag, Colleges, Government, and More